# Patnos
Patnos (von armenisch Բադնոց Patnods für „Holzschuppen“) ist eine Kreisstadt und einer der acht Landkreise der Provinz Ağrı in der Türkei. Patnos liegt in Ostanatolien im Süden der Provinz, nördlich des Van-Sees und grenzt an die Provinzen Bitlis, Van und Muş.
Die Kleinstadt liegt in einer von Bergen umsäumten Ebene am Kreuzungspunkt verschiedener Straßen. Die Nordhänge des Süphan Dağı liegen innerhalb des Landkreises. In Patnos liegt die urartäische Ruine Anzavurtepe. Bekannt ist auch der Höyük Girik Tepe oder Değirmentepe. Die Kreisstadt beherbergt 52,2 % der Kreisbevölkerung.
Der 1936 gebildete Kreis besteht neben der Kreisstadt aus einer weiteren Gemeinde (Kleinstadt, Belediye), Dedeli mit 3250 Einwohnern. Daneben existieren noch 92 Dörfer (Köy) mit einer Durchschnittsbevölkerung von 611 Einwohnern. 16 Dörfer haben mehr als 1000 Einwohner, 15 weitere haben ebenfalls mehr Einwohner als der Durchschnitt. Doğansu (4709), Değirmendüzü (2957), Kazanbey (2210) und Yukarıgöçmez (2020 Einw.) sind die größten Dörfer, das kleinste zählt 40 Einwohner. Die Bevölkerungsdichte ist nach dem zentralen Landkreis (Merkez) die höchste und lag Ende 2021 bei 85 Einw. je km², der städtische Bevölkerungsanteil liegt unterhalb des Provinzwertes bei 54,4 Prozent.
Patnos leidet unter einer hohen Arbeitslosenquote. Viele Bewohner arbeiten mehr als sechs Monate im Jahr in der Großstadt. Haupteinnahmequelle war die Viehzucht. Ackerbau wird nicht betrieben, da die klimatischen Bedingungen und die Besitzverhältnisse dies nicht zulassen. Die Trinkwasserversorgung im Landkreis und der Kreisstadt war 2014 noch problematisch.
Bei gewaltsamen Protesten gegen den Islamischen Staat im Oktober 2014 drangen Demonstranten in das von der AKP geführte Rathaus ein und brandschatzten es.

## Persönlichkeiten
- Ruken Kilerci (* 1971), Politikerin